# 火龙果大冒险
火龍果大冒險是西基電腦動畫股份有限公司出品的动画，導演曹仲弘。获得2006台灣國際影視創投會百萬首獎，为3D電腦動畫片，讲述一個小王子和他的寵物「火龍果」的冒險故事。而「火龍果」具環保功能，能吃垃圾，在體內轉換成對人類有用的能源，身上附插座孔、能噴火。 
1. ↑  . 臺灣電影網 Taiwan Cinema.   [2017-05-21].[永久]
2. ↑  . 臺灣電影網 Taiwan Cinema. 2006-11-28  [2017-05-21]. （原始内容存档于2017-04-02）.
3. ↑  . TAVIS.tw 影視及流行音樂產業資訊平臺.   [2017-05-21].[]